# Gadzhíyevo
Gadzhíyevo (ruso: Гаджи́ево) es una ciudad cerrada de Rusia. Se ubica geográficamente en la óblast de Múrmansk, pero no pertenece a ninguno de sus raiones y está bajo administración federal dentro del área cerrada de Alexándrovsk.
En 2019, la ciudad tenía una población de 13 259 habitantes.
La localidad fue fundada en 1957 bajo el nombre de "Yaguelnaya Guba", adoptando su actual topónimo en 1967 en referencia al capitán Magomet Gadzhíyev, muerto en combate en la Segunda Guerra Mundial. La localidad ha estado asociada desde sus orígenes a la base naval homónima, por lo cual en 1981 pasó a ser una ciudad cerrada bajo el nombre postal en clave de "Murmansk-130" y el nombre coloquial de "Skalisty". En 1994, el gobierno ruso oficializó el topónimo de "Skalisty", hasta que en 1999 recuperó su actual topónimo. En 2008 dejó de ser una ciudad cerrada autónoma y se integró en el área cerrada de Alexándrovsk.
Se ubica unos 5 km al norte de la capital del área Polyarny, separada de dicha ciudad por un entorno de fiordos.